# Синодальна область
Синодальна область - з 1721 назва колишньої Патріаршої області, що перейшла в безпосереднє відання Святішого Синоду. Керувалася через ті ж накази, які існували і за Патріархів, які були перетворені на дикастерію — у Москві та Тіунську контору — у Петербурзі.
Після заснування Московської та Петербурзької єпархій 1 вересня 1742 припинила своє існування.